# Chet Baker Quartet Vol. 1
Chet Baker Quartet Vol. 1 è un album a nome Chet Baker Quartet, pubblicato dall'etichetta discografica francese Barclay Records nel 1955.

## Tracce

### LP
Lato A
Musiche di Bob Zieff.
1. Rondette – 2:08 – Registrato l'11 ottobre 1955
2. Piece Caprice – 5:07 – Registrato il 14 ottobre 1955
3. Mid-Forte – 3:05 – Registrato l'11 ottobre 1955
4. Research – 4:55 – Registrato l'11 ottobre 1955
5. Pomp – 4:37 – Registrato il 14 ottobre 1955

Lato B
Musiche di Bob Zieff.
1. Sad Walk – 4:12 – Registrato l'11 ottobre 1955
2. Just Duo – 4:08 – Registrato l'11 ottobre 1955
3. The Girl from Greenland – 5:14 – Registrato il 14 ottobre 1955
4. Brash – 5:50 – Registrato il 14 ottobre 1955

### CD
Edizione CD del 2016, pubblicato dalla Jazz Images (38012)
Musiche di Bob Zieff.
1. Rondette – 2:13
2. Piece Caprice – 5:14
3. Mid-Forte – 3:10
4. Re-search – 5:02
5. Pomp – 4:44
6. Sad Walk – 4:16
7. Just Duo – 4:14
8. The Girl from Greenland – 5:18
9. Brash – 5:55
10. Chet – 3:12 – Traccia bonus, registrato il 25 ottobre 1955
11. Dinah – 3:05 – Traccia bonus, registrato il 25 ottobre 1955
12. Vline (First Version) – 3:04 – Traccia bonus, registrato il 25 ottobre 1955
13. Anticipated Blues – 2:32 – Traccia bonus, registrato il 10 febbraio 1956
14. Tasty Pudding – 4:46 – Traccia bonus, registrato il 10 febbraio 1956
15. Mythe – 3:04 – Traccia bonus, registrato il 15 marzo 1956
16. Not Too Slow – 2:58 – Traccia bonus, registrato il 15 marzo 1956
17. Vline (Second Version) – 2:57 – Traccia bonus, registrato il 15 marzo 1956
18. In a Little Provincial Town – 3:00 – Traccia bonus, registrato il 15 marzo 1956

## Musicisti
Chet Baker Quartet
- Chet Baker – tromba
- Dick Twardzik – pianoforte
- Jimmy Bond – contrabbasso
- Peter Littman – batteria[1]

Chet / Dinah / Vline (First Version)

Chet Baker Sextet
- Chet Baker – tromba
- Benny Vasseur – trombone
- Jean Aldegon – sassofono alto
- René Urtreger – pianoforte
- Jimmy Bond – contrabbasso
- Nils-Bertil Dahlander – batteria[2]

Anticipated Blues / Tasty Pudding

Chet Baker Quintet
- Chet Baker – tromba
- Jean-Louis Chautemps – sassofono tenore
- Francy Boland – pianoforte
- Eddie De Haas – contrabbasso
- Charles Saudrais – batteria[3]

Mythe / Not Too Slow / Vline (Second Version) / In a Little Provincial Town

Chet Baker Octet
- Chet Baker – tromba
- Benny Vasseur – trombone
- Teddy Ameline – sassofono alto
- Armand Migiani – sassofono tenore
- William Boucaya – sassofono baritono
- Francy Boland – pianoforte
- Benoit Quersin – contrabbasso
- Pierre Lemarchand – batteria[4]